# Catocala sternecki
Catocala sternecki là một loài bướm đêm trong họ Erebidae.